# Giuseppe Mancinelli (pittore)

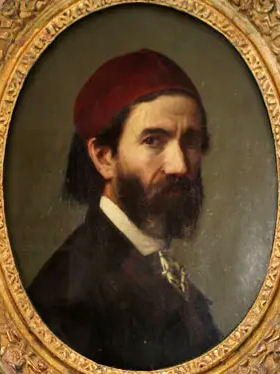
Giuseppe Mancinelli, Autoritratto

Giuseppe Mancinelli (Napoli, 17 marzo 1813 – Palazzolo di Castrocielo, 25 maggio 1875) è stato un pittore italiano del genere storico-romantico.

## Biografia
Dopo aver frequentato i corsi del pittore Costanzo Angelini, presso il Reale Istituto di Belle Arti di Napoli, prese parte ancora diciassettenne alle esposizioni Borboniche, dove ebbe modo di mettersi in luce, per i dipinti di soggetto storico e vincendo nel 1835 il concorso per il Pensionato artistico, che gli permise di soggiornare a Roma, dove ebbe come maestro Vincenzo Camuccini. Durante il periodo romano, mentre studiava l'arte rinascimentale, non disdegnò di entrare in contatto con i movimenti, allora all'avanguardia, dei puristi e dei nazareni, mediati dai maestri tedeschi presenti a Roma.
Tornato a Napoli, nel 1851, vinse il concorso per la cattedra di Pittura, presso l'Accademia di belle arti di Napoli e, alla morte del suo ex maestro Costanzo Angelini, gli succede nella cattedra di Disegno. Durante il decennio del suo insegnamento seppe dare nuovo impulso all'istituzione accademica, mediando tra classicismo, romanticismo e verismo. Tra i suoi allieviː Giovanni Battista Calò, Francesco Coppola Castaldo, Cesare Uva, Giuseppe De Nigris e Angelo Maria Mazzia.
Nel 1860 gli succedette nella cattedra di Disegno Domenico Morelli, mentre egli conservava quella di Pittura. Dopo tale data la produzione artistica di Giuseppe Mancinelli si caratterizzò per i soggetti religiosi e devozionali.
Morì all'età di 62 anni a Palazzolo di Castrocielo, in provincia di Caserta. Mentre egli era stato il pittore di corte dei Borboni di Napoli, suo figlio Gustavo Mancinelli lo sarà di Casa Savoia.

## Opere

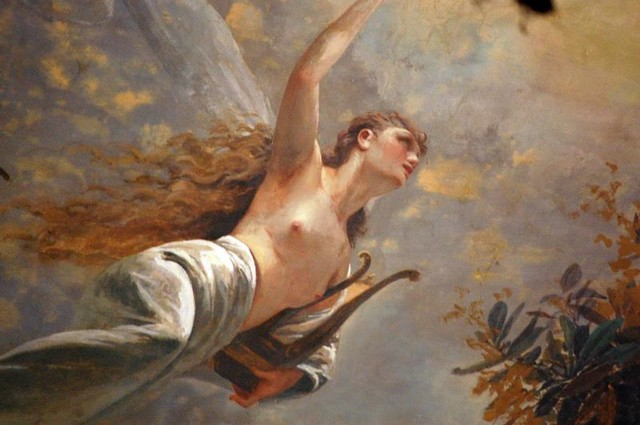
Gustavo Mancinelli, Dafne in un bosco popolato di ninfe, Teatro Comunale di Siracusa

### Opere allaGalleria dell'Accademia di Napoli[1]
- Le amiche o Due figure all'aperto, olio su tela, 63,5 × 76 cm;
- Alfonso d'Aragona all'assedio di Gaeta (1845) disegno su cartone, 180 × 128 cm;
- Ferrante d'Aragona e San Francesco di Paola (1848) disegno su cartone, 180 × 128 cm;
- San Filippo Neri (1850) disegno su cartone, 118 × 112 cm;
- Mosè salvato dalle acque (1850) disegno su cartone, 204 × 153 cm;
- Tasso alla Corte di Roma (1850) disegno su cartone, 127 × 177 cm.

### Altre opere
- Dante e Virgilio alle porte dell'Inferno (1833);
- Caino spaventato dopo l'uccisione di Abele (1833);
- La morte di Archimede (1835);
- Ulisse nell'atto di scagliare il disco (1837);
- Aiace si impadronisce di Cassandra (1839);
- Contesa di Tirsi e Coridone (1839);
- Sfida al canto fra i pastori (1841);
- San Filippo Neri rifiuta il cappello cardinalizio (1845);
- Alfonso d'Aragona all'assedio di Gaeta (1845);
- San Carlo Borromeo tra gli appestati (1847);
- Ferrante d'Aragona e San Francesco di Paola (1848);
- Omero e le Muse tra i poeti (1854);
- Cristo nel Getsemani (1853);
- Sipario del teatro San Carlo di Napoli (1854);
- Madonna degli angeli (1857);
- Beata Francesca delle cinque piaghe (1857);
- Sacra Famiglia (1862);
- Ritratto del Barone Ciccarelli, Marchese di Cesavolpe (1866);
- Ritratto della figlia Eleonora (1868);
- Madonna orante (1872);
- Vestizione di Santa Chiara (1867), pala d'altare;
- Madonna che detta la Regola a S. Ignazio (1874?);
- Presentazione della Vergine al Tempio (1875).